# Oleksandr Tupyc'kyj
Oleksandr Mykolajovyč Tupyc'kyj (in ucraino Олександр Миколайович Тупицький?; Bilozir'ja, 28 gennaio 1963) è un giudice ucraino, giudice della Corte costituzionale dell'Ucraina dal 15 maggio 2013 al 15 maggio 2022 e Presidente della stessa dal 17 settembre 2019 al 29 dicembre 2020.

## Biografia
Nato nel villaggio di Bilozir'ja, nell'oblast' di Čerkasy della Repubblica Socialista Sovietica Ucraina, dopo il diploma ha prestato servizio militare nell'esercito e nel 1988 si è laureato in giurisprudenza presso l'Istituto di legge di Charkiv. Subito dopo la laurea ha iniziato a lavorare presso l'ufficio della procura di Donec'k, ricoprendo numerosi incarichi anche a Leopoli e Dnipropetrovs'k.

### Carriera nella Corte costituzionale
Il 15 maggio 2013 il Presidente Viktor Janukovyč lo ha nominato giudice della Corte costituzionale, della quale è divenuto vicepresidente il 15 marzo 2018. Dopo la destituzione del suo predecessore, Natalja Šaptala, è stato eletto il 17 settembre 2019 quale Presidente della stessa Corte.
Sotto la sua presidenza la Corte ha emanato diverse sentenze ritenute controverse: il 28 agosto 2020 la Corte ha reputato incostituzionale la nomina da parte del Presidente Petro Porošenko del direttore dell'Ufficio nazionale anticorruzione (NABU) Artem Sytnyk su richiesta di alcuni deputati del partito Servitore del Popolo. Tale sentenza è stata reputata "assurda" dal NABU. Nella stessa giornata ha decretato come incostituzionali alcuni provvedimenti legati alle procedure di quarantena da COVID-19 inerenti il bilancio statale del 2020, che prevedevano la riduzione dello stipendio per i dipendenti statali proporzionata rispetto al periodo di quarantena.
In una sentenza del 27 ottobre 2020 la Corte ha dichiarato incostituzionale una parte della legge sulla prevenzione della corruzione adottata il 14 ottobre 2014 all'indomani della rivoluzione ucraina, innescando un'importante crisi politica e costituzionale. I giudici hanno anche denunciato pressioni indebite da parte dei due principali organi anti-corruzione del paese, l'Ufficio nazionale anticorruzione e l'Agenzia nazionale per la prevenzione della corruzione, nonché da parte di esponenti politici. Pochi giorni dopo alcuni cittadini si sono riuniti di fronte alla casa della suocera di Tupyc'kyj a Vasyl'kiv per protestare e chiederne le dimissioni; nonostante alcune tensioni con le forze di polizia i manifestanti hanno anche eretto una forca di fronte alla casa.
Nel dicembre 2020 il Presidente Volodymyr Zelens'kyj ha sostenuto che Tupyc'kyj non sarebbe dovuto rimanere in carica e il 29 dicembre ha firmato un decreto presidenziale per sospenderlo dalla Corte costituzionale per i successivi due mesi su richiesta dell'ufficio del Procuratore generale, in relazione ad un'indagine a suo carico aperta nel 2013 ed inerente il suo operato quale capo della Corte d'appello economica di Donec'k. Il 27 marzo 2021 Zelens'kyj ha cancellato il decreto di nomina di Tupyc'kyj come giudice della corte definendolo "una minaccia per l'indipendenza dello Stato e per la sicurezza nazionale dell'Ucraina". I decreti presidenziali sono stati oggetto di diverse polemiche provenienti anche dai banchi dell'opposizione ed in particolare dal partito Solidarietà Europea, che ha accusato Zelens'kyj di voler "usurpare il potere". Nel luglio dello stesso anno la Corte suprema, dietro ricorso dello stesso Tupyc'kyj, ha annullato i decreti del Presidente, anche se tale annullamento non ha impedito a Zelens'kyj di nominare due nuovi giudici, il cui giuramento è stato più volte rinviato.
All'indomani dell'invasione russa dell'Ucraina sarebbe fuggito in Austria ed è stato poi dichiarato ricercato internazionale dall'Ufficio del Procuratore generale per una serie di reati penali contro la giustizia.
Il mandato di Tupyc'kyj quale giudice è scaduto il 15 maggio 2022.

## Controversie

### Terreno in Crimea
Nel 2020 il sito Schemy ha denunciato che Tupyc'kyj non avrebbe dichiarato l'ampliamento di un appezzamento di terreno nel territorio conteso della Crimea effettuato nel 2018 con l'aggravante di aver seguito la legislazione russa. Il giudice si è difeso spiegando che tale terreno è nei suoi possedimenti da prima dell'annessione della Crimea alla Russia e che nel 2018 si sarebbe verificata una risoluzione bonaria riguardante la delimitazione dei confini.

### Sanzioni statunitensi
Nel 2021 Tupyc'kyj e sua moglie, insieme al parlamentare Andrij Portnov, sono stati sanzionati dal Dipartimento di Stato degli Stati Uniti d'America per esser stati coinvolti in "atti significativi di corruzione" con particolare riguardo nel suo caso "all'accettazione indebita di somme di denaro durante il servizio nel sistema giudiziario ucraino".